# Linnenbach

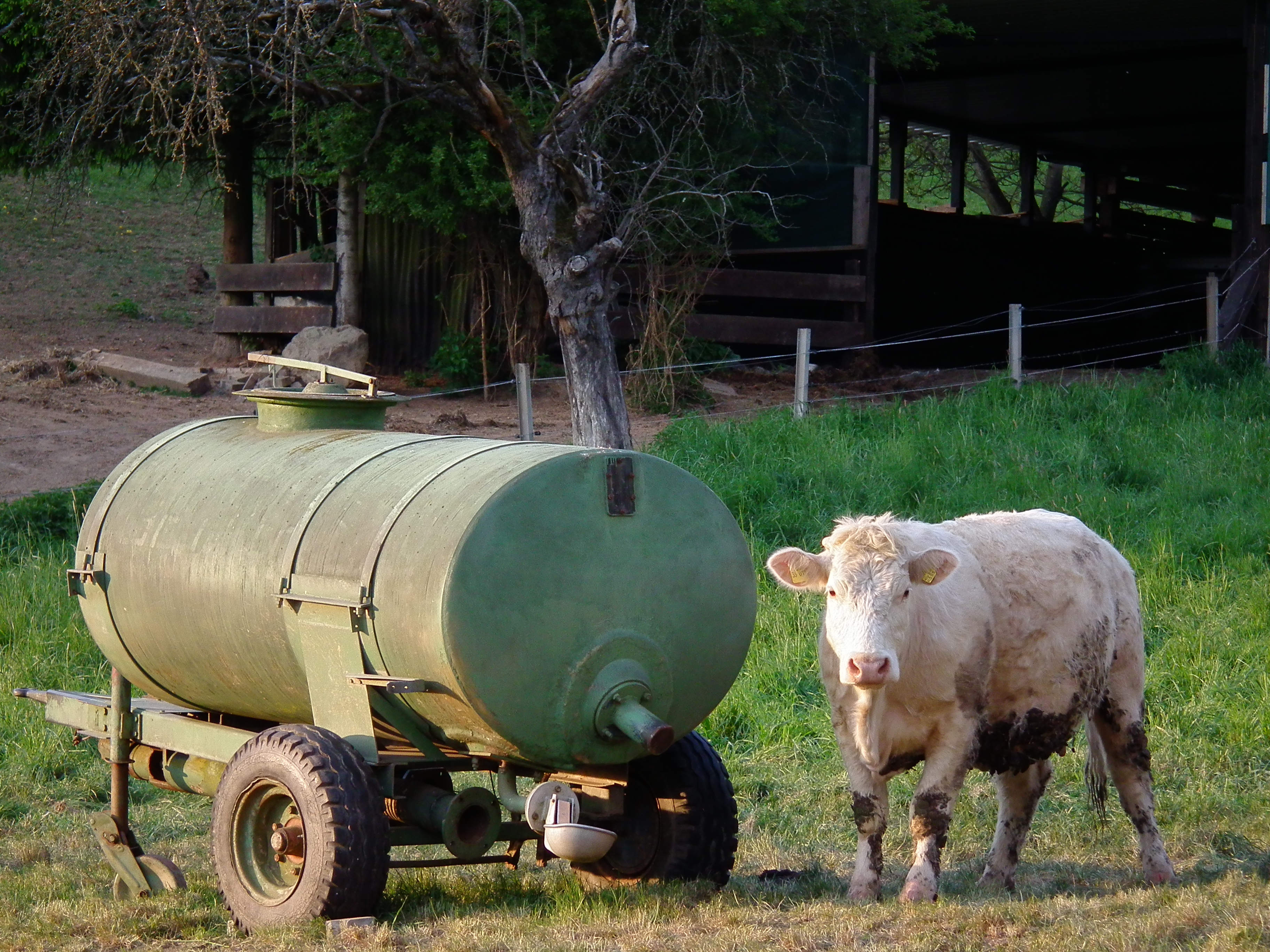
Landwirtschaft in Linnenbach

Linnenbach ist ein Ortsteil der Gemeinde Fürth im Odenwald im südhessischen Landkreis Bergstraße.

## Geographische Lage
Linnenbach liegt an dem gleichnamigen Bach, in der Weschnitzniederung im Vorderen Odenwald und nordwestlich der nahe gelegenen Kerngemeinde Fürth. Die Gemarkung erstreckt sich nach Nordwesten bis zu dem Gemeindewald, der eine 341 Meter hohe Bergnase über dem Seidenbach und westlich von Erlenbach bedeckt.
Die nächstgelegenen Ortschaften sind die Kerngemeinde Fürth im Südosten, Lörzenbach im Süden, Lauten-Weschnitz im Südwesten, Erlenbach im Nordwesten und Ellenbach im Nordosten.

## Geschichte

### Ortsgeschichte
Linnenbach entstand im Gebiet der ehemaligen Mark Heppenheim, die einen Verwaltungsbezirk des Frankenreichs bezeichnete. Am 20. Januar 773 schenkte Karl der Große die Stadt Heppenheim nebst dem zugehörigen Bezirk, der ausgedehnten Mark Heppenheim, dem Reichskloster Lorsch. Nach langen Streitigkeiten konnten sich die Kurpfalz und das Erzbistum Mainz Anfang des 14. Jahrhunderts über das Erbe aus dem Lorscher Abtei einigen und die Pfälzer Teile wurden durch die Amtsvogtei Lindenfels verwaltet zu dem auch Linnenbach gehörte. Bis 1737 unterstand Lindenfels dem Oberamt Heidelberg, danach wurde Lindenfels ein Oberamt.
Die früheste erhalten gebliebene urkundliche Erwähnung des Ortes als Lindenbachbach weist in das Jahr 1357, als der Pfalzgraf Ruprecht Elisabeth, der Witwe des Blicker Landschads, unter anderem verschiedene Burglehen zu Lindenfels und Linnenbach gibt. Innerhalb des Amts Lindenfels gehört der Ort zur Thalzent dessen Zentgericht erst in Glattbach, später in Ellenbach und zuletzt in Schlierbach abgehalten wurde. Das Gerichte hatte gemeinsam mit Lindenfels eine Richtstätte in den »Faustenbacher Hecken auf dem Bühel«. Für deren Unterhaltung musste die Thalzent die Hälfte der Kosten tragen.
In seinem Siegel führte das Zentgericht ein Schild mit 3 Feldern. Im ersten Feld befand sich der Pfälzische Löwe, im zweiten die bayerischen Rauten und im dritten, untersten ein Knabe auf einem Hügel, über dessen Kopf eine Kugel schwebte.
In den Anfängen der Reformation sympathisierten die pfälzischen Herrscher offen mit dem lutherischen Glauben, aber erst unter Ottheinrich (Kurfürst von 1556 bis 1559) erfolgte der offizielle Übergang zur lutherischen Lehre. Danach wechselten seine Nachfolger und gezwungenermaßen auch die Bevölkerung mehrfach zwischen der lutherischen, reformierten und calvinistischen Religion. Im Heidelberger Oberamtscompetenzbuch vom Jahr 1610 ist Linnenbach als Filiale von Fürth erwähnt. In der Kirchenbüchern der reformierten Gemeinde Schlierbach wird Lillenbach von 1656 bis 1908 als Filiale geführt, während die lutheranischen Einwohner nach Rimbach eingepfarrt waren.
Am Ende des Dreißigjährigen Kriegs (1648) dürfte der Ort wie viele Gebiete der Kurpfalz fast menschenleer gewesen sein.
Nach dem verheerenden Krieg betrieb die Kurpfalz auf ihrem Gebiet eine durch religiöse Toleranz geprägte Wiederansiedlungspolitik. Doch die in der unruhigen Folgezeit ausbrechenden Kriege wie der Pfälzische Erbfolgekrieg (1688–1697) und der Spanische Erbfolgekrieg (1701–1714) machte viele der Bemühungen wieder zunichte und Zehntausende Pfälzer emigrierten u. a. nach Nordamerika und Preußen.
Auch in religiöser Hinsicht war die Zeit nach dem Dreißigjährigen Krieg von großer Unruhe geprägt. 1685 starb die reformierte Linie Pfalz-Simmern aus und die katholischen Vettern der Linie Pfalz-Neuburg traten mit Kurfürst Philipp Wilhelm die Regierung in der Kurpfalz an. Dieser ordnete die Gleichstellung des katholischen Glaubens, in der mehrheitlich evangelischen bevölkerten Pfalz, an. Schon während des Pfälzischen Erbfolgekriegs hatte Frankreich versucht, in den eroberten Gebieten die Gegenreformation voranzutreiben, und etliche katholische Pfarreien gegründet. Der Krieg endete 1697 mit dem Frieden von Rijswijk, der die Stellung des zu diesem Zeitpunkt regierenden katholischen Kurfürsten Johann Wilhelm stärkte. Dies führte am 26. Oktober 1698 zum Erlass des Simultaneum. Danach waren die Katholiken berechtigt alle reformierten Einrichtungen wie Kirchen, Schulen und Friedhöfe mitzunutzen, während dies umgekehrt nicht erlaubt wurde. Weiterhin wurde die bis dahin selbständige reformierte Kirchenverwaltung dem Landesherren unterstellt. Erst auf Betreiben Preußens kam es 1705 zur sogenannten Pfälzische Kirchenteilung in der das Simultanum rückgängig gemacht wurde und die Kirchen im Land wurden mitsamt Pfarrhäusern und Schulen zwischen den Reformierten und den Katholiken im Verhältnis fünf zu zwei aufgeteilt. Sonderregelungen gab es für die drei Hauptstädte Heidelberg, Mannheim und Frankenthal sowie die Oberamtsstädte Alzey, Kaiserslautern, Oppenheim, Bacharach und Weinheim. In den Städten mit zwei Kirchen sollte die eine den Protestanten und die andere den Katholiken zufallen; in den anderen, wo nur eine Kirche bestand, der Chor vom Langhaus durch eine Mauer geschieden, und jener den Katholiken, dieses den Protestanten eingeräumt werden. Den Lutheranern wurden nur jene Kirchen zugestanden, die sie im Jahr 1624 besaßen oder danach gebaut hatten.
Im Jahr 1784 wird Linnenbach als Ort mit 15 Familien mit 72 Seelen beschrieben. Die Gemarkung enthielt 185 Morgen Äcker, 43 M. Wiesen, 7 M. Gärten und 6 M. Wald. Der Große Zehnt war, zu zwei Dritteln an die Kurmainzer Hofkammer im Namen des Klosters Lorsch und zu einem Drittel an die geistliche Verwaltung des Stiftes zum Heiligen Geist in Heidelberg, abzuführen.
Das ausgehende 18. und beginnende 19. Jahrhundert brachte Europa weitreichende Änderungen. Infolge der Napoleonischen Kriege wurde das Heilige Römische Reich (Deutscher Nation) durch den Reichsdeputationshauptschluss von 1803 neu geordnet und hörte mit der Niederlegung der Reichskrone am 6. August 1806 auf zu bestehen. Durch diese Neuordnung und Auflösung der Kurpfalz kam das Oberamt Lindenfels und mit ihm Linnenbach zur Landgrafschaft Hessen-Darmstadt, die 1806 in dem ebenfalls auf Druck Napoleons gebildeten Großherzogtum Hessen aufging.
Das Großherzogtum Hessen war von 1815 bis 1866 ein Mitgliedsstaat des Deutschen Bundes und danach ein Bundesstaat des Deutschen Reiches. Es bestand bis 1919, nach dem Ersten Weltkrieg wurde das Großherzogtum zum republikanisch verfassten Volksstaat Hessen. 1945 nach Ende des Zweiten Weltkriegs befand sich das Gebiet des heutigen Hessen in der amerikanischen Besatzungszone und durch Weisung der Militärregierung entstand Groß-Hessen, aus dem das Bundesland Hessen in seinen heutigen Grenzen hervorging.
In Hessen gehörte Linnenbach durch eine Reihe von Verwaltungsreformen zum Landratsbezirk Lindenfels, sowie den Kreisen Lindenfels und Heppenheim, bis es 1938 zum heutigen Landkreis Bergstraße kam.
Im Zuge der Gebietsreform in Hessen schloss sich die Gemeinde am 1. Juli 1971 der Gemeinde Fürth an.

### Verwaltung und Gerichtsbarkeit
Unter pfälzischer Hoheit wurden Verwaltung und Gerichtsbarkeit über den Ort durch die „Thal-Zent“ der „Amtsvogtei Lindenfels“ ausgeübt. Diese Amtsvogtei unterstand dem Oberamt Heidelberg bis 1737, danach wurde Lindenfels ein selbständiges Oberamt der „Pfalzgrafschaft bei Rhein“ im „Kurfürstentum Pfalzbayern“.
Nachdem der Reichsdeputationshauptschluss von 1803 das „Oberamt Lindenfels“ der Landgrafschaft Hessen-Darmstadt zugewiesen hatte, wurde es dort vorerst als hessische Amtsvogtei weitergeführt. Die Landgrafschaft Hessen-Darmstadt ging 1806 in dem unter dem Druck Napoléons zustande gekommenen Großherzogtum Hessen auf, wo der Amtsbereich des „Amts Lindenfels“ 1812 aufgeteilt und Linnenbach dem Amt Fürth zugewiesen wurde.
Die Übergeordnete Verwaltungsbehörde war der „Regierungsbezirk Darmstadt“ der ab 1803 auch als „Fürstentum Starkenburg“ bezeichnet wurde.
Nach der endgültigen Niederlage Napoléons regelte der Wiener Kongress 1814/15 auch die territorialen Verhältnisse für Hessen, daraufhin wurden 1816 im Großherzogtum Provinzen gebildet. Dabei wurde das vorher als „Fürstentum Starkenburg“ bezeichnete Gebiet, das aus den südlich des Mains gelegenen alten Hessischen und den ab 1803 hinzugekommenen rechtsrheinischen Territorien bestand, in „Provinz Starkenburg“ umbenannt. 1821 wurden im Rahmen einer umfassenden Verwaltungsreform die Amtsvogteien in den Provinzen Starkenburg und Oberhessen des Großherzogtum aufgelöst und Landratsbezirke eingeführt, wobei Linnenbach zum Landratsbezirk Lindenfels kam. Im Rahmen dieser Reform wurden auch Landgerichte geschaffen, die jetzt unabhängig von der Verwaltung waren. Deren Gerichtsbezirke entsprachen in ihrem Umfang den Landratsbezirken. Für den Landratsbezirk Lindenfels war das Landgericht Fürth als Gericht erster Instanz zuständig.
Diese Reform ordnete auch die Verwaltung auf Gemeindeebene. So war die Bürgermeisterei in Ellenbach neben Ellenbach auch für die Orte Erlenbach, Eulsbach, Lautenweschnitz und Linnenbach zuständig war. Entsprechend der Gemeindeverordnung vom 30. Juni 1821 gab es keine Einsetzungen von Schultheißen mehr, sondern einen gewählten Ortsvorstand, der sich aus Bürgermeister, Beigeordneten und Gemeinderat zusammensetzte.
1832 wurden die Verwaltungseinheiten weiter vergrößert und es wurden Kreise geschaffen. Nach der am 20. August 1832 bekanntgegebenen Neugliederung sollte es in Süd-Starkenburg künftig nur noch die Kreise Bensheim und Lindenfels geben; der Landratsbezirk von Heppenheim sollte in den Kreis Bensheim fallen. Noch vor dem Inkrafttreten der Verordnung zum 15. Oktober 1832 wurde diese aber dahingehend revidiert, dass statt des Kreises Lindenfels neben dem Kreis Bensheim der Kreis Heppenheim als zweiter Kreis gebildet wurde, zu dem jetzt Linnenbach gehörte.
1842 wurde das Steuersystem im Großherzogtum reformiert und der Zehnte und die Grundrenten (Einnahmen aus Grundbesitz) wurden durch ein Steuersystem ersetzt, wie es in den Grundzügen heute noch existiert.
Infolge der Märzrevolution 1848 wurden mit dem „Gesetz über die Verhältnisse der Standesherren und adeligen Gerichtsherren“ vom 15. April 1848 die standesherrlichen Sonderrechte endgültig aufgehoben.
Darüber hinaus wurden in den Provinzen, die Kreise und die Landratsbezirke des Großherzogtums am 31. Juli 1848 abgeschafft und durch „Regierungsbezirke“ ersetzt, wobei die bisherigen Kreise Bensheim und Heppenheim zum Regierungsbezirk Heppenheim vereinigt wurden. Bereits vier Jahre später, im Laufe der Reaktionsära, kehrte man aber zur Einteilung in Kreise zurück und Ellenbach wurde Teil des neu geschaffenen Kreises Lindenfels.
Die im Dezember 1852 aufgenommenen Bevölkerungs- und Katasterlisten ergaben für Linnenbach: Katholisches und reformatorisches Filialdorf mit 127 Einwohnern. Die Gemarkung besteht aus 718 Morgen, davon 475 Morgen Ackerland, 116 Morgen Wiesen und 111 Morgen Wald.
In den Statistiken des Großherzogtums Hessen werden, bezogen auf Dezember 1867, für das Filialdorf Linnenbach, eine eigene Bürgermeisterei, 14 Häuser, 127 Einwohnern, der Kreis Lindenfels, das Landgericht Fürth, die evangelische reformierte Pfarrei Schlierbach bzw. die lutherische Pfarrei Rimbach und die katholische Pfarrei Lindenfels des Dekanats Heppenheim, angegeben.
Nachdem das Großherzogtum Hessen ab 1871 Teil des Deutschen Reiches war, 1874 eine Reihe von Verwaltungsreformen beschlossen. So wurden die landesständige Geschäftsordnung sowie die Verwaltung der Kreise und Provinzen durch Kreis- und Provinzialtage geregelt. Die Neuregelung trat am 12. Juli 1874 in Kraft und verfügte auch die Auflösung der Kreise Lindenfels und Wimpfen und die Wiedereingliederung von Linnenbach in den Kreis Heppenheim.
Die hessischen Provinzen Starkenburg, Rheinhessen und Oberhessen wurden 1937 nach der 1936 erfolgten Auflösung der Provinzial- und Kreistage aufgehoben. Zum 1. November 1938 trat dann eine umfassende Gebietsreform auf Kreisebene in Kraft. In der ehemaligen Provinz Starkenburg war der Kreis Bensheim besonders betroffen, da er aufgelöst und zum größten Teil dem Kreis Heppenheim zugeschlagen wurde. Der Kreis Heppenheim übernahm auch die Rechtsnachfolge des Kreises Bensheim und erhielt den neuen Namen Landkreis Bergstraße.
Im Jahr 1961 wurde die Gemarkungsgröße mit 180 ha angegeben, davon waren 17 ha Wald.
Im Zuge der Gebietsreform in Hessen schloss sich die Gemeinde am 1. Juli 1971 freiwillig der Gemeinde Fürth an. Für Linnenbach wurde wie für alle nach Fürth eingegliederten Gemeinden ein Ortsbezirk mit Ortsbeirat und Ortsvorsteher nach der Hessischen Gemeindeordnung eingerichtet.
Gerichtszugehörigkeit in Hessen
In der Landgrafschaft Hessen-Darmstadt wurde mit Ausführungsverordnung vom 9. Dezember 1803 das Gerichtswesen neu organisiert. Für das Fürstentum Starkenburg wurde das „Hofgericht Darmstadt“ eingerichtet. Die Rechtsprechung der ersten Instanz wurde durch die Ämter bzw. Standesherren vorgenommen. Es war für normale bürgerliche Streitsachen Gericht der zweiten Instanz, für standesherrliche Familienrechtssachen und Kriminalfälle die erste Instanz. Übergeordnet war das Oberappellationsgericht Darmstadt. Für Fahrenbach war damit das Amt Lindenfels zuständig.  Ab 1813 war dann das neu gebildete Justizamt in Fürth die erste Instanz. Die Zentgerichte hatten damit ihre Funktion verloren.
Mit Bildung der Landgerichte im Großherzogtum Hessen war ab 1821 das Landgericht Fürth das Gericht erster Instanz.
Anlässlich der Einführung des Gerichtsverfassungsgesetzes mit Wirkung vom 1. Oktober 1879, infolge derer die bisherigen großherzoglich hessischen Landgerichte durch Amtsgerichte an gleicher Stelle ersetzt wurden, während die neu geschaffenen Landgerichte nun als Obergerichte fungierten, kam es zur Umbenennung in Amtsgericht Fürth und Zuteilung zum Bezirk des Landgerichts Darmstadt.

### Verwaltungsgeschichte im Überblick
Die folgende Liste zeigt die Staaten und Verwaltungseinheiten, denen Linnenbach angehört(e):
- vor 1737: Heiliges Römisches Reich, Pfalzgrafschaft bei Rhein, Oberamt Heidelberg, Amt Lindenfels, Thal-Zent
- ab 1737: Heiliges Römisches Reich, Pfalzgrafschaft bei Rhein, Oberamt Lindenfels, Stadt Lindenfels
- ab 1777: Heiliges Römisches Reich, Kurfürstentum Pfalzbayern, Pfalzgrafschaft bei Rhein, Oberamt Lindenfels, Stadt Lindenfels
- ab 1803: Heiliges Römisches Reich, Landgrafschaft Hessen-Darmstadt,[Anm. 2] Fürstentum Starkenburg, Amt Lindenfels
- ab 1806: Großherzogtum Hessen,[Anm. 3] Fürstentum Starkenburg, Amt Lindenfels[23]
- ab 1812: Großherzogtum Hessen, Fürstentum Starkenburg, Amt Fürth
- ab 1815: Großherzogtum Hessen[Anm. 4], Provinz Starkenburg, Amt Fürth
- ab 1821: Großherzogtum Hessen, Provinz Starkenburg, Landratsbezirk Lindenfels[Anm. 5]
- ab 1832: Großherzogtum Hessen, Provinz Starkenburg, Kreis Heppenheim
- ab 1848: Großherzogtum Hessen, Regierungsbezirk Heppenheim
- ab 1852: Großherzogtum Hessen, Provinz Starkenburg, Kreis Lindenfels
- ab 1871: Deutsches Reich,[Anm. 6] Großherzogtum Hessen, Provinz Starkenburg, Kreis Lindenfels
- ab 1874: Deutsches Reich, Großherzogtum Hessen, Provinz Starkenburg, Kreis Heppenheim
- ab 1918: Deutsches Reich, Volksstaat Hessen,[Anm. 7] Provinz Starkenburg, Kreis Heppenheim
- ab 1938: Deutsches Reich, Volksstaat Hessen, Landkreis Bergstraße[24][Anm. 8]
- ab 1945: Amerikanische Besatzungszone,[Anm. 9] Groß-Hessen, Regierungsbezirk Darmstadt, Landkreis Bergstraße
- ab 1946: Amerikanische Besatzungszone, Land Hessen, Regierungsbezirk Darmstadt, Landkreis Bergstraße
- ab 1949: Bundesrepublik Deutschland, Land Hessen, Regierungsbezirk Darmstadt, Landkreis Bergstraße
- ab 1971: Bundesrepublik Deutschland, Land Hessen, Regierungsbezirk Darmstadt, Landkreis Bergstraße, Gemeinde Fürth[Anm. 10]

### Historische Beschreibungen
Die Statistisch-topographisch-historische Beschreibung des Großherzogthums Hessen berichtet 1829 über Linnenbach:

„Linnenbach (L. Bez. Lindenfels) reform. und kath. Filialdorf liegt 1 St. von Lindenfels und hat 13 Häuser und 108 Einw. unter welchen sich 12 Luth., 85 Reform. und 11 Kath. befinden. Im Jahr 1391 wurde Ulrich Landschaden vom Pfalzgrafen Ruprecht II mit dem Orte belehnt, gab aber im folgenden Jahre die Lehenbriefe zurück und erhielt ihn nun als Pfandschaft. Diese Pfandschaft wurde jedoch wieder abgelöst und 1802 kam Linnenbach von Churpfalz an Hessen.“

Im Neuestes und gründlichstes alphabetisches Lexicon der sämmtlichen Ortschaften der deutschen Bundesstaaten von 1845 heißt es:

„Linnenbach b. Lindenfels. – Dorf, zur evangel. Pfarrei Rimbach gehörig. – 13 H. 108 E. – Großherzogthum Hessen. – Provinz Starkenburg. – Kreis Heppenheim. – Landger. Fürth. – Hofgericht Darmstadt. – Das Dorf Linnenbach ist im Jahre 1802 von Churpfalz an Hessen übergegangen.“

## Bevölkerung

### Einwohnerstruktur 2011
Nach den Erhebungen des Zensus 2011 lebten am Stichtag dem 9. Mai 2011 in Linnenbach 303 Einwohner. Darunter waren 15 (4,9 %) Ausländer.
Nach dem Lebensalter waren 57 Einwohner unter 18 Jahren, 126 waren zwischen 18 und 49, 66 zwischen 50 und 66 und 54 Einwohner waren älter.
Die Einwohner lebten in 117 Haushalten. Davon waren 30 Singlehaushalte, 39 Paare ohne Kinder und 39 Paare mit Kindern, sowie 6 Alleinerziehende und 3 Wohngemeinschaften. In 18 Haushalten lebten ausschließlich Senioren und in 81 Haushaltungen leben keine Senioren.

### Einwohnerentwicklung
| • 1613: | 9 Hausgesessene, Leibeigene: 4 Männer, 4 Frauen |
| • 1784  | 15 Familien mit 72 Seelen                       |
| • 1806: | 85 Einwohner, 10 Häuser                         |
| • 1829: | 108 Einwohner, 13 Häuser                        |
| • 1867: | 127 Einwohner, 14 Häuser                        |

| Linnenbach: Einwohnerzahlen von 1784 bis 2022 | Linnenbach: Einwohnerzahlen von 1784 bis 2022 | Linnenbach: Einwohnerzahlen von 1784 bis 2022 | Linnenbach: Einwohnerzahlen von 1784 bis 2022 | Linnenbach: Einwohnerzahlen von 1784 bis 2022 |
| --- | --------------------------------------------- | --------------------------------------------- | --------------------------------------------- | --------------------------------------------- |
| Jahr |                                               |                                               |                                               | Einwohner                                     |
| 1784 | 1784                                          |                                               | 72                                            | 72                                            |
| 1806 | 1806                                          |                                               | 85                                            | 85                                            |
| 1829 | 1829                                          |                                               | 108                                           | 108                                           |
| 1834 | 1834                                          |                                               | 109                                           | 109                                           |
| 1840 | 1840                                          |                                               | 119                                           | 119                                           |
| 1846 | 1846                                          |                                               | 135                                           | 135                                           |
| 1852 | 1852                                          |                                               | 127                                           | 127                                           |
| 1858 | 1858                                          |                                               | 124                                           | 124                                           |
| 1864 | 1864                                          |                                               | 122                                           | 122                                           |
| 1871 | 1871                                          |                                               | 123                                           | 123                                           |
| 1875 | 1875                                          |                                               | 119                                           | 119                                           |
| 1885 | 1885                                          |                                               | 127                                           | 127                                           |
| 1895 | 1895                                          |                                               | 139                                           | 139                                           |
| 1905 | 1905                                          |                                               | 128                                           | 128                                           |
| 1910 | 1910                                          |                                               | 137                                           | 137                                           |
| 1925 | 1925                                          |                                               | 138                                           | 138                                           |
| 1939 | 1939                                          |                                               | 116                                           | 116                                           |
| 1946 | 1946                                          |                                               | 193                                           | 193                                           |
| 1950 | 1950                                          |                                               | 193                                           | 193                                           |
| 1956 | 1956                                          |                                               | 166                                           | 166                                           |
| 1961 | 1961                                          |                                               | 171                                           | 171                                           |
| 1967 | 1967                                          |                                               | 173                                           | 173                                           |
| 1970 | 1970                                          |                                               | 169                                           | 169                                           |
| 1980 | 1980                                          |                                               | ?                                             | ?                                             |
| 1990 | 1990                                          |                                               | ?                                             | ?                                             |
| 1999 | 1999                                          |                                               | 344                                           | 344                                           |
| 2005 | 2005                                          |                                               | 338                                           | 338                                           |
| 2007 | 2007                                          |                                               | 330                                           | 330                                           |
| 2011 | 2011                                          |                                               | 303                                           | 303                                           |
| 2022 | 2022                                          |                                               | 388                                           | 388                                           |
| Datenquelle: Historisches Gemeindeverzeichnis für Hessen: Die Bevölkerung der Gemeinden 1834 bis 1967. Wiesbaden: Hessisches Statistisches Landesamt, 1968. Weitere Quellen: LAGIS; Gemeinde Fürth; Zensus 2011, 2022 |                                               |                                               |                                               |                                               |

### Historischen Religionszugehörigkeit
| • 1829: | 12 lutheranische (= 11,11 %), 85 reformierte (= 78,70 %) und 11 katholische (= 10,19 %) Einwohner |
| • 1961  | 117 evangelische (= 68,42 %), 54 katholische (= 31,58 %) Einwohner                                |

## Politik
Für Linnenbach besteht ein Ortsbezirk (Gebiete der ehemaligen Gemeinde Linnenbach und einige Flurstücke aus den Gemarkungen Fürth und Lörzenbach) mit Ortsbeirat und Ortsvorsteher nach der Hessischen Gemeindeordnung.
Der Ortsbeirat besteht aus fünf Mitgliedern. Seit den Kommunalwahlen 2021 gehören ihm zwei Mitglieder der CDU und drei Mitglieder den Freien Wählern (FW-Fürth) an.  Ortsvorsteher ist Adalbert Keil (FW-Fürth).

## Verkehr
Für den überörtlichen Verkehr wird Linnenbach durch die Kreisstraße K 53 erschlossen, die zwischen der Kerngemeinde und Lörzenbach von der als Siegfriedstraße bekannten Bundesstraße 460 und der mit ihr vereinten Bundesstraße 38 abzweigt und nach Erlenbach und Seidenbach weiterführt, wo sie endet.